# Live at Brixton Academy 1999
Live at Brixton Academy 1999 – album koncertowy niemieckiego zespołu Atari Teenage Riot, nagrany w Brixton Academy w Londynie i wydany w 1999 roku. Koncert trwał niecałe 30 minut i nie zawierał ani jednej piosenki zespołu, jedynie długi, głośny dźwięk, co spotkało się z negatywnymi opiniami widzów i krytyków. Po wydaniu albumu grupa wydała minialbum Rage E.P. i do 2010 roku zakończyła swoją działalność.

## Lista utworów
- bez tytułu – 26:38